# Hartigia xanthostoma
Hartigia xanthostoma är en stekelart som först beskrevs av Eduard Friedrich Eversmann 1847.  Hartigia xanthostoma ingår i släktet Hartigia, och familjen halmsteklar. Arten är reproducerande i Sverige.